# Chlorocebus pygerythrus

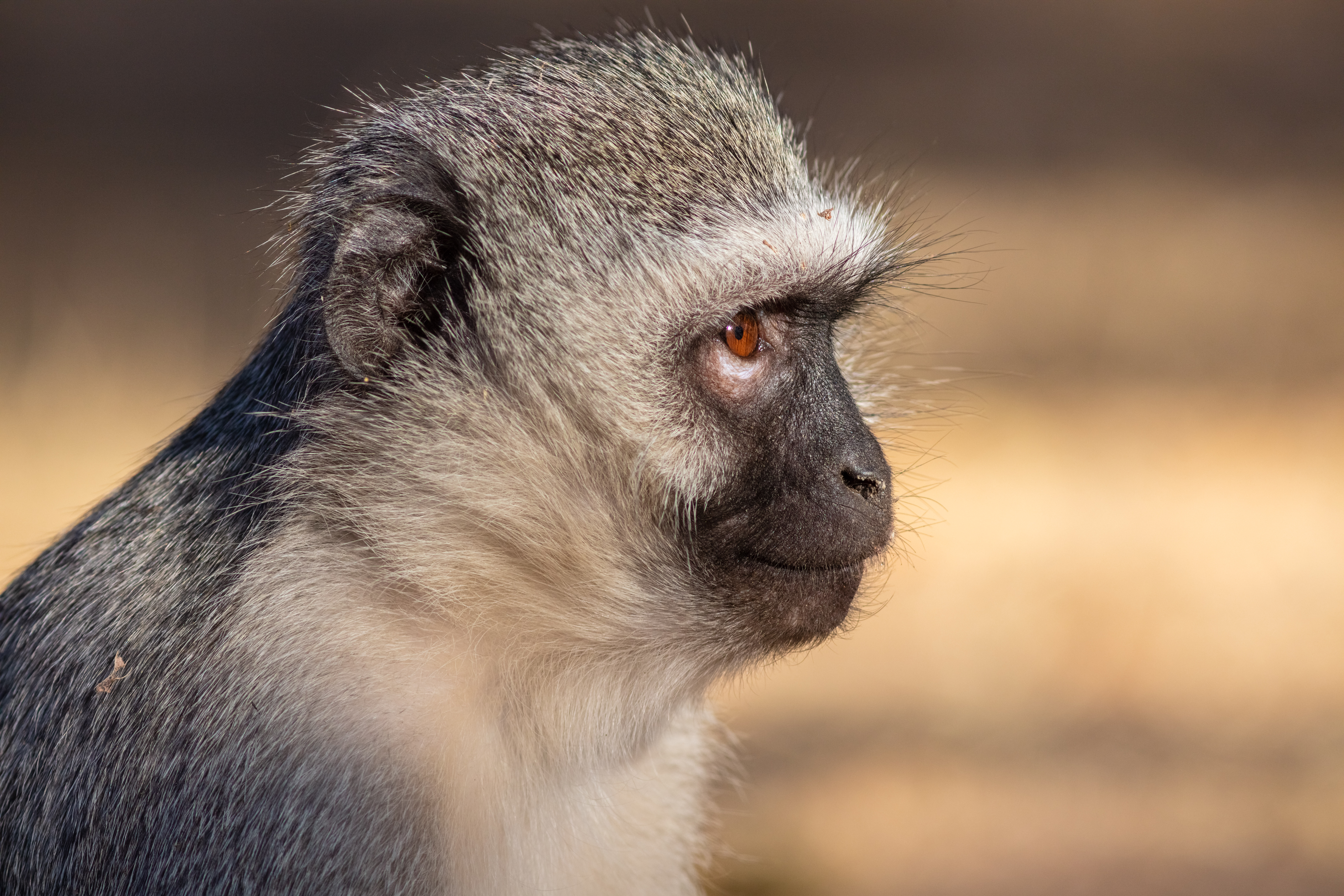
Detalle de la cabeza.

El cercopiteco verde o vervet (Chlorocebus pygerythrus), denominado "tumbili" por los indígenas,[cita requerida] es una especie de primate catarrino de la familia Cercopithecidae ampliamente distribuida por el África subsahariana. En Sudáfrica se le considera una plaga.
Es uno de los miembros más común de la familia Cercopithecidae; tiene tres tipos de sonidos de alerta distintos, para leopardos, culebras y águilas, con los cuales avisa al resto del clan de la presencia de un depredador. Sus costumbres son arborícolas.

## Descripción física
El cercopiteco verde tiene un rostro negro con una franja de pelo blanco, mientras que el color del cabello en general es sobre todo canoso gris. El macho adulto de todas las especies tiene un escroto de color azul pálido y un pene rojo. La especie presenta dimorfismo sexual; los machos son de mayor peso y longitud del cuerpo. Los machos adultos pesan entre 3,9 y 8,0 kg, con un promedio de 5,5 kg, y tienen una longitud corporal entre 420 y 600 mm, con un promedio de 490 mm desde la parte superior de la cabeza a la base de la cola. Las hembras adultas pesan entre 3,4 y 5,3 kg y 4,1 kg promedio, y miden entre 300 y 495 mm, con un promedio de 426 mm.

## Distribución y hábitat
El cercopiteco verde se extiende por gran parte del África austral y Oriental, encontrándose desde Etiopía, Somalia y el extremo meridional de Sudán del Sur hasta Sudáfrica. No se encuentra al oeste del Gran Valle del Rift Oriental o del Río Luangwa, donde es sustitido por el estrechamente relacionado Chlorocebus cynosuros. El cercopiteco verde habita en la sabana, bosques ribereños, bosques costeros y montañas de hasta 4000 m. Son adaptables y capaces de persistir en la vegetación secundaria y/o altamente fragmentada, incluidas las zonas cultivadas, y en ocasiones se encuentran viviendo en entornos tanto rurales como urbanos. Se ha observado que la extensión de la zona vital anual puede llegar a valores tan altos como 176 hectáreas, con una densidad media de población de 54,68 animales/km².
Cercopitecos verdes introducidos están naturalizados en la Isla Ascensión, Cabo Verde, Bermudas, Barbados, Bahamas, Cuba, Jamaica, Haití, República Dominicana y San Cristóbal y Nieves. Dania Beach, Florida es el hogar de alrededor de 20 cercopitecos verdes introducidos.